# Nââ numèè
Le nââ numèè (autrement dit, la langue de Nouméa) est une langue kanak, également appelée numee ou kapone (Maurice Leenhardt). Cette langue est parlée par 1 814 locuteurs au sud de la Grande Terre : à Yaté, au Mont-Dore, et à l'île des Pins (Province Sud, Djubéa-Kaponé).
Elle fait partie des langues océaniennes, groupe néo-calédonien, sous-groupe des langues du sud de la Grande Terre.

## Variétés
Le nââ numèè porte aussi le nom de xêrê (Yaté), de wêê (île Ouen) ou de kwênyii (île des Pins). Au lieu de dire nââ numèè, les locuteurs précisent le nom du village où ils habitent : nââ xéré « langue de Goro » ou nââ truauru « langue de Touaourou ».
Les villages de Goro et de Touaourou parlent la même langue, le nââ numèè proprement dit. Une variante peu différenciée est parlée à l’île Ouen et les gens l’appellent nââ wêê. Le dialecte de l’île des Pins, le nââ kwenyii, est en revanche nettement distinct, même si l'inter-compréhension reste possible.

## Ressources
En juillet 2025, le linguiste Fabrice Wacalie a inauguré le dictionnaire en ligne nââ numèè, fruit d'une collaboration entre l'université de la Nouvelle-Calédonie et la communauté de locuteurs,.